# Vochol

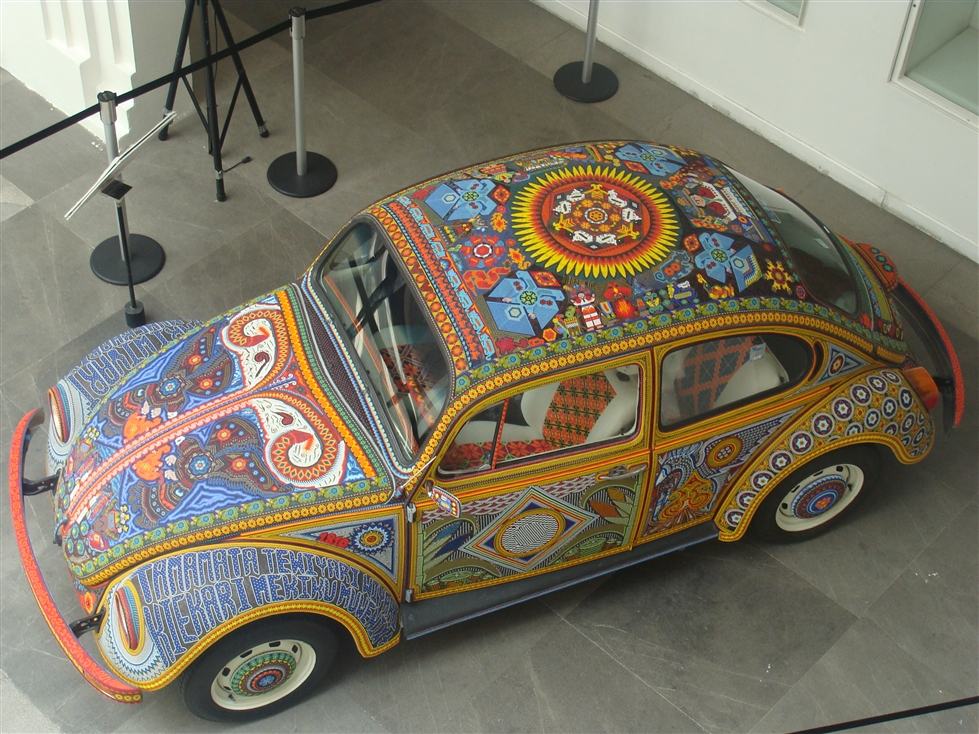
A Vochol felülről

A Vochol egy híres Volkswagen Bogár-példány, melyet 2010-ben 8 mexikói, a vicsol (más néven wixárika) indián népcsoporthoz tartozó művész vicsol motívumokkal, körülbelül 2 277 000 üveggyöngy felhasználásával teljesen feldíszített. Az autó Mexikóvárosban, a Mexikói Népművészeti Múzeum (Museo de Arte Popular) kiállításán látható. Neve a Vocho (a Bogár népszerű elnevezése Mexikóban) és a huichol (a vicsol spanyol írásmódja) szavakból jött létre.
Első kerekei fölött vicsol nyelvű feliratok olvashatók: a rövid szövegek bal oldalon a mexikói függetlenségi háború kitörésének 200., jobb oldalon a mexikói forradalom 100. évfordulójára emlékeztetnek.

## Története
Az autó feldíszítése 2010 májusában kezdődött a népművészeti múzeum, valamint Jalisco és Nayarit államok kormányainak támogatásával, ezekben az államokban élnek ugyanis legnagyobb számban a vicsol indiánok. A munkán néhány családból származó 8 vicsol művész dolgozott: Francisco Bautista, Kena Bautista, Roberto Bautista, Diego Díaz González, Emilio González Carrillo, Víctor González Carrillo, Álvaro Ortiz és Herminio Ramírez, összesen több mint 9000 órát (más forrás szerint 4760 órát) fordítva a műre. Több mint 90 kiló, azaz körülbelül 2 277 000 darab színes üveggyöngyöt, 16 kiló ragasztóanyagot (nem olyat, mint amit a hagyományos kézművességhez használnak, hanem egy 200 °C-ig ellenálló különleges anyagot), 30 liter alkoholt (oldószernek), 20 méternyi vásznat és kézzel készített akrilszálat használtak fel ez idő alatt. Az alkotás hét hónap alatt készült el a guadalajarai Hospicio Cabañasban, a tepici Centro Estatal para las Culturas Populares e Indígenas de Nayaritban és a mexikóvárosi népművészeti múzeumban.
A Vochol elsősorban azért készült, hogy felhívja a figyelmet a kevéssé ismert vicsol törzsre és annak művészetére. Ennek érdekében a Vocholt nem csak Mexikóban mutatták be, hanem az Amerikai Egyesült Államokban is, majd 2012 végén és 2013 elején egy európai körutat is tett: kiállították Franciaországban, Németországban (itt többek között Wolfsburgban is, a Volkswagen márka „szülővárosában”) és Belgiumban is.

## Jelképei
A Vocholon szereplő mintázatok többsége nem csak egyszerű díszítés, hanem a vicsol szimbolika szerint jelentése is van. Így fellelhető rajta például egy olyan ablak, melyen át az ember önmaga belső lényébe léphet be, illetve megtalálható az úgynevezett „Isten szeme” is, mely egy 5 pontból álló alakzat: a középső rész az, ahonnan az élet ered, keletről a fény, az erő és a tudás származik, a nyugati rész őseik történetével kapcsolatos dolgokat testesít meg, délről ered a mezőgazdasági tudás és az eső, északon pedig az a csúcspont helyezkedik el, ahol a történelem véget ér. Ezeket konkrét földrajzi helyekkel is azonosíthatjuk: a középpont Jalisco, keleten San Luis Potosí, nyugaton Nayarit, délen Colima és Michoacán, északon pedig Durango található.

## Képek

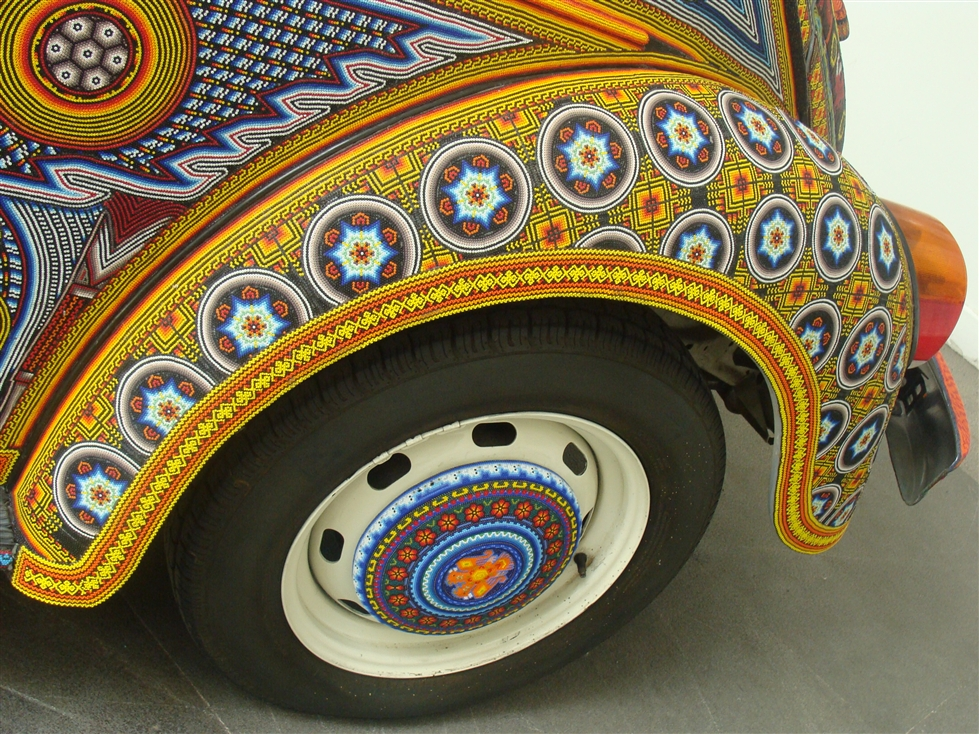
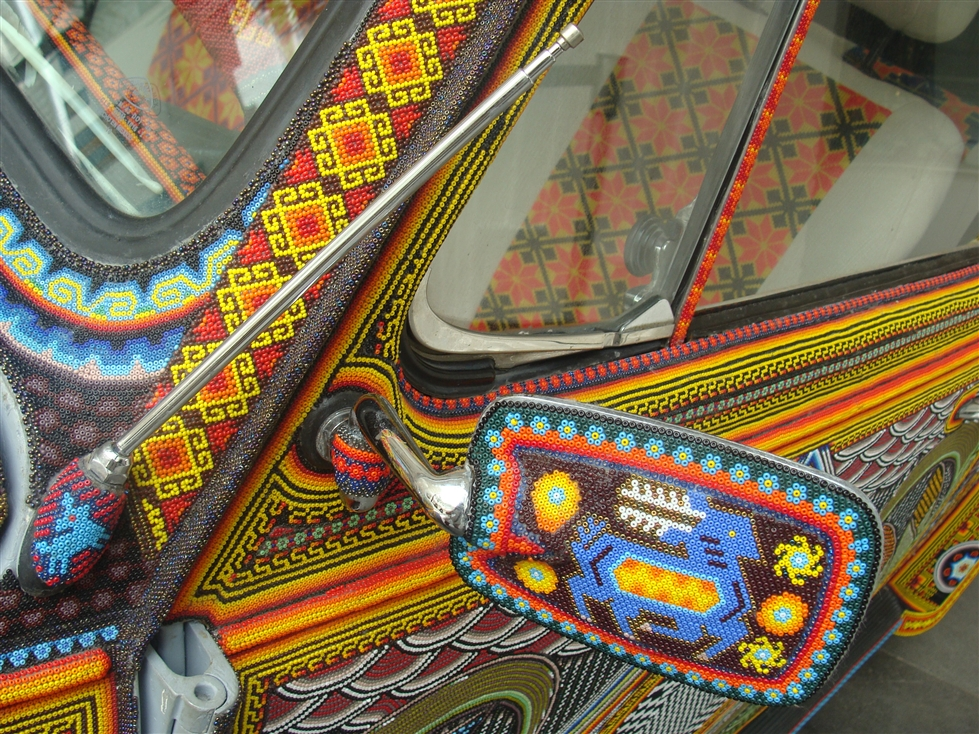
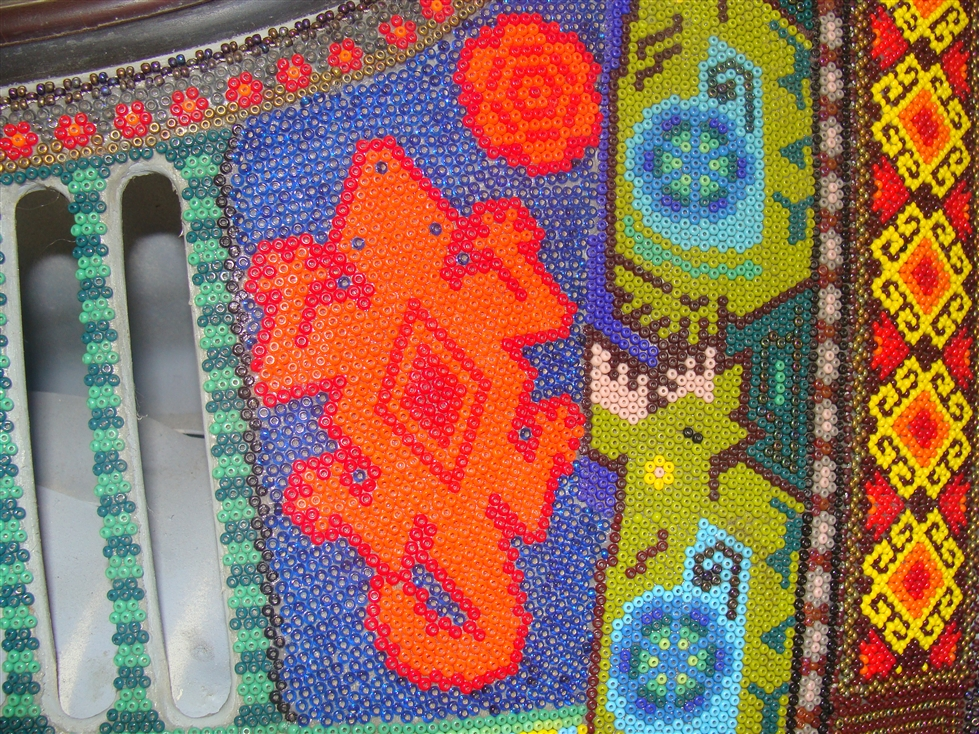
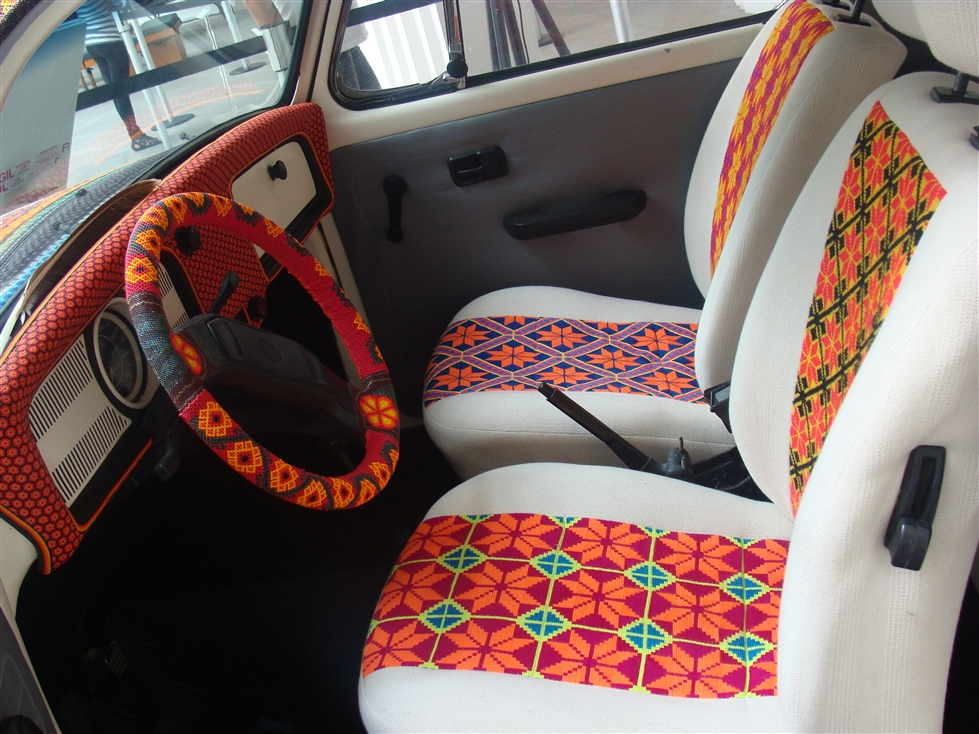
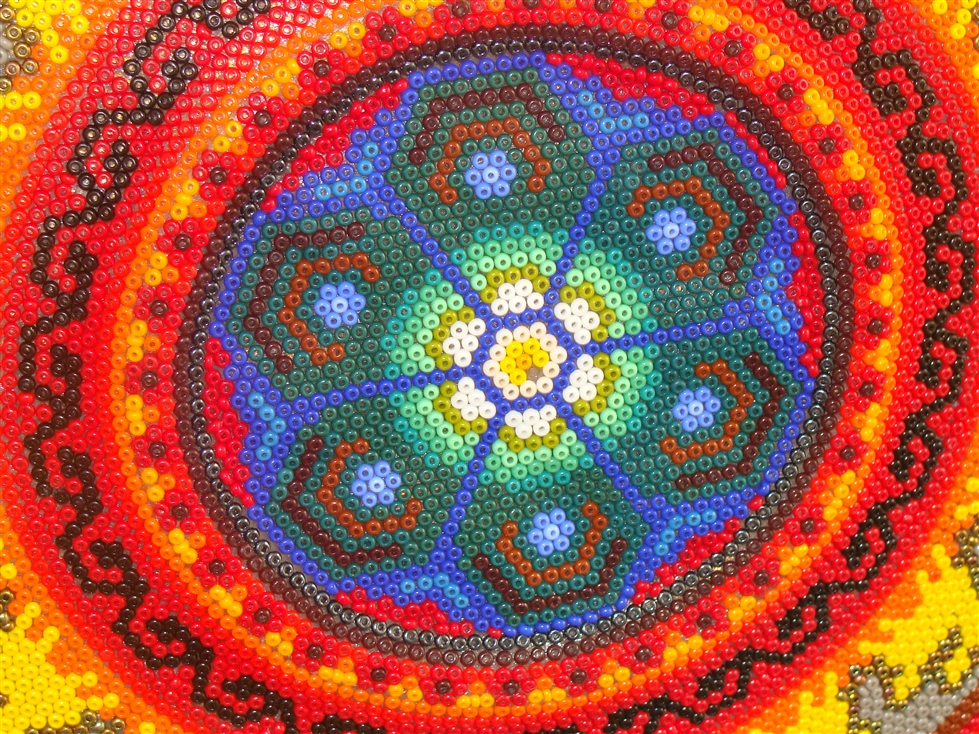
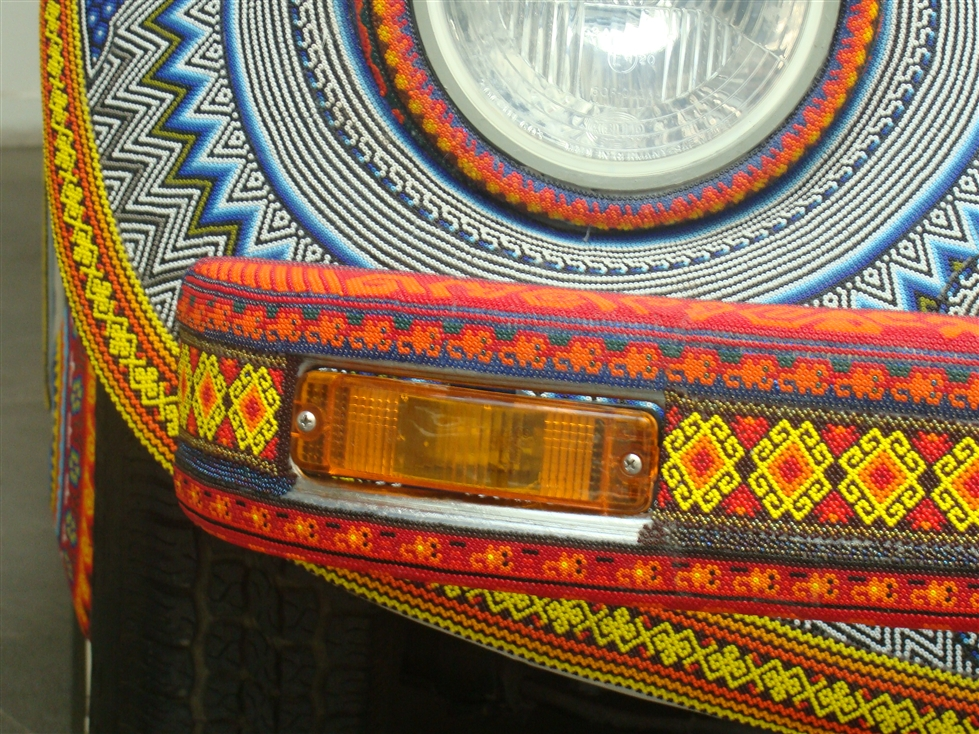